# Serbiens damlandslag i basket

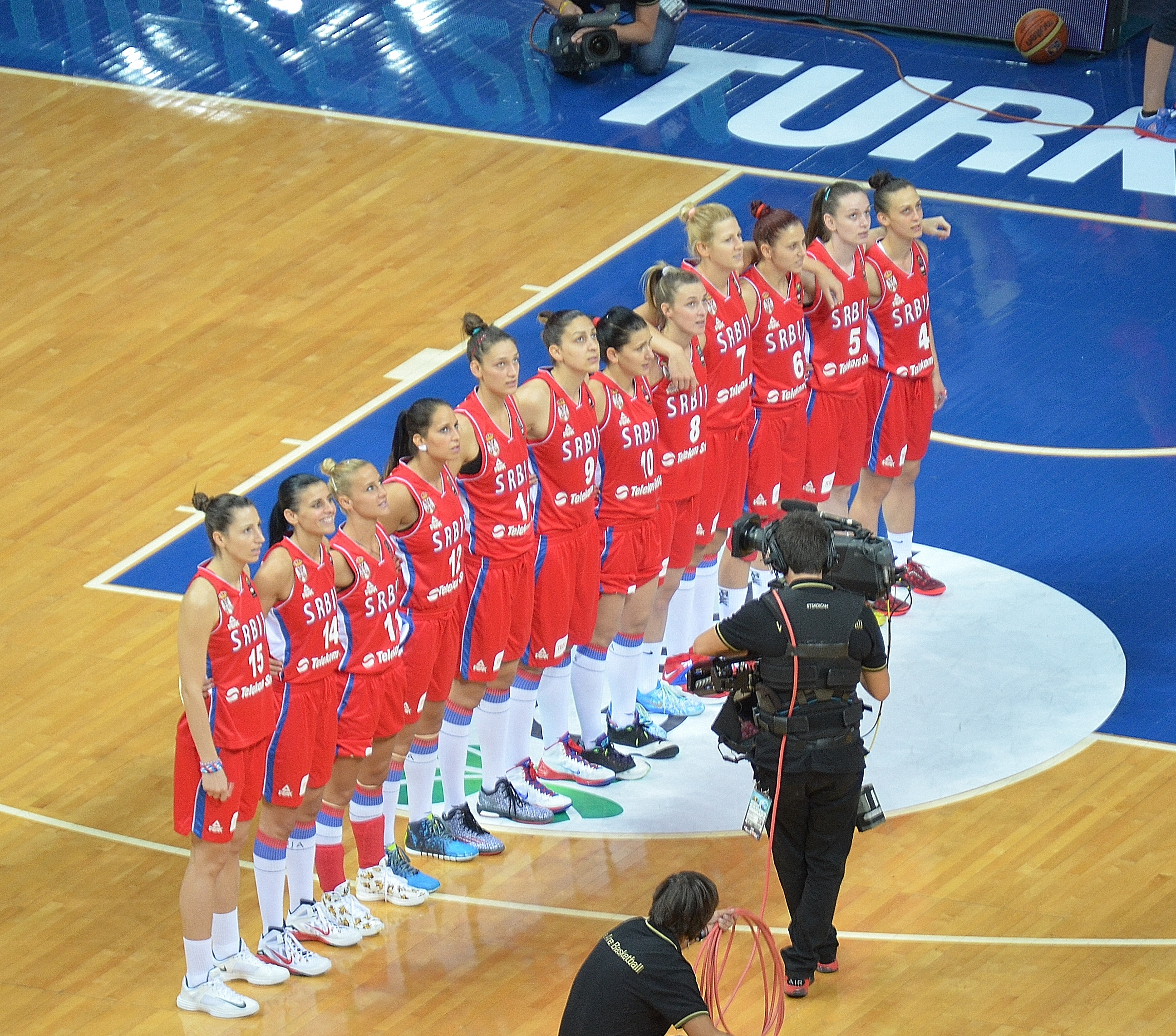
Serbiens damlandslag vid världsmästerskapet 2014 i Turkiet.

Serbiens damlandslag i basket representerar Serbien i basket på damsidan. Laget deltog i Europamästerskapet första gången 2013 och blev Europamästarinnor 2015. Vid 2021 års Europamästerskap blev man på nytt Europamästarinnor, då man besegrade Frankrike med 63–54 vid fnalen i Valencia.
Laget deltog även i världsmästerskapet 2014, och slutade där på åttonde plats.

### Fotnoter
1. ↑  Todor Krastev (29 juni 2013). ”Women Basketball XXXIV European Championship 2013 France 15-30.06 - Winner Spain” (på engelska). Sport Statistics. Arkiverad från originalet den 19 september 2015. https://web.archive.org/web/20150919083409/http://todor66.com/basketball/Europe/Women_2013.html. Läst 17 juni 2015.
2. ↑  Todor Krastev (juni 2013). ”Women Basketball XXXV European Championship 2015 Hungary and Romania 11-28.06 - Winner Serbia” (på engelska). Sport Statistics. Arkiverad från originalet den 30 juni 2015. https://web.archive.org/web/20150630224648/http://todor66.com/basketball/Europe/Women_2015.html. Läst 3 juli 2015.
3. ↑  Thomas Lindblom (27 juni 2021). ”Serbien Europamästare” (på svenska). SVT Sport. https://www.svt.se/sport/basket/serbien-europamastare-femte-raka-silvret-for-frankrike. Läst 29 juni 2025.
4. ↑  Todor Krastev (29 juni 2010). ”Women Basketball World Championship 2014 Turkey - 27.09-05.10 - Winner United States” (på engelska). Sport Statistics. Arkiverad från originalet den 27 juni 2015. https://web.archive.org/web/20150627164309/http://todor66.com/basketball/World/Women_2014.html. Läst 17 juni 2015.